# غاري بيرس
غاري بيرس (بالإنجليزية: Gary Pierce) (2 مارس 1951 في المملكة المتحدة - 24 مايو 2025) هو لاعب كرة قدم بريطاني في مركز حراسة المرمى. لعب مع نادي أكرينغتون ستانلي ونادي بارنسلي ونادي بلاكبول وهدرسفيلد تاون ووولفرهامبتون واندررز ونادي تشورلي ونادي موسلي ‏ وروزنديل يونايتد ‏.

## وصلات خارجية
- غاري بيرس على موقع قاعدة بيانات كرة القدم.إي يو (الإنجليزية)